# Así soy yo
Así Soy Yo je první studiové album zpěvačky Anaís, vítězky druhé řady pěvecké soutěže Objetivo Fama. Vydáno bylo v dubnu roku 2006 společností Univision Records. Jeho producenty byli Sergio George a José Behar. V hitparádě Top Heatseekers se umístilo na dvanácté příčce. Singl „Lo Que Son Las Cosas“ se dostal na 79. místo hitparády Billboard Hot 100.

## Seznam skladeb
1. „Atrapada“ – 3:22
2. „Estoy Con El Y Pienso En Ti“ – 3:49
3. „Lo Que Son Las Cosas“ – 4:02
4. „Estar Contigo“ – 3:23
5. „Sexo, Sexo“ – 3:58
6. „No Quiero Sufrir“ – 4:28
7. „Suelta“ – 3:31
8. „Como Olvidarte“ – 3:55
9. „Que Te Pedi“ – 3:31
10. „Asi Es El Amor“ – 3:22
11. „Atrapada (Remix)“ – 4:12

Bonusy
1. „Lo Que Son Las Cosas (Reggaeton)“ – 3:48
2. „Lo Que Son Las Cosas (Duranguense)“ – 2:58
3. „Lo Que Son Las Cosas (Salsa)“ – 3:40
4. „Lo Que Son Las Cosas (Techno)“ – 3:26
5. „Estoy Con El Y Pienso En Ti (Reggaeton)“ – 2:38
6. „Estoy Con El Y Pienso En Ti (Salsa)“ – 4:15